# Гидравлика
Гидра́влика (др.-греч. ὑδραυλικός — водяной, гидравлический (первоначально о водяном орга́не); от др.-греч. ὕδραυλις  — гидравлос, водяной орга́н от др.-греч. ὕδωρ — вода + др.-греч. αὐλός — авлос, духовой музыкальный инструмент, трубка) — прикладная наука о законах движения (см. гидродинамика капельных жидкостей и газов), равновесии жидкостей (см. гидростатика) и способах приложения этих законов к решению задач инженерной практики.
В отличие от гидромеханики, гидравлика характеризуется особым подходом к изучению явлений течения жидкостей: она устанавливает приближённые зависимости, ограничиваясь во многих случаях рассмотрением одноразмерного движения, широко используя при этом эксперимент, как в лабораторных, так и в натурных условиях.
Наряду с этим намечается всё большее сближение между гидромеханикой и гидравликой: с одной стороны, гидромеханика всё чаще обращается к эксперименту, с другой — методы гидравлического анализа становятся более строгими.

## История
Некоторые принципы гидростатики были установлены ещё Архимедом, возникновение гидродинамики также относится к античному периоду, однако формирование гидравлики как науки начинается с середины XV века, когда Леонардо да Винчи лабораторными опытами положил начало экспериментальному методу в гидравлике. В XVI—XVII веках С. Стевин, Г. Галилей и Б. Паскаль разработали основы гидростатики как науки, а Э. Торричелли дал известную формулу для скорости жидкости, вытекающей из отверстия.
В дальнейшем И. Ньютон высказал основные положения о внутреннем трении в жидкостях. В XVIII веке Д. Бернулли и Л. Эйлер разработали общие уравнения движения идеальной жидкости, послужившие основой для дальнейшего развития гидромеханики и гидравлики.
Однако применение этих уравнений (так же как и предложенных несколько позже уравнений движения вязкой жидкости) для решения практических задач привело к удовлетворительным результатам лишь в немногих случаях, в связи с этим с конца XVIII века многие учёные и инженеры (А. Шези, А. Дарси, А. Базен, Ю. Вейсбах и др.) опытным путём изучали движение воды в различных частных случаях, в результате чего наука обогатилась значительным числом эмпирических формул. Практическая гидравлика всё более отдалялась от теоретической гидродинамики. Сближение между ними наметилось лишь к концу XIX века в результате формирования новых взглядов на движение жидкости, основанных на исследовании структуры потока.
Особо заслуживают упоминания работы О. Рейнольдса, позволившие глубже проникнуть в сложный процесс течения реальной жидкости и в физическую природу гидравлических сопротивлений и положившие начало учению о турбулентном движении. Впоследствии это учение, благодаря исследованиям Л. Прандтля и Т. Кармана, завершилось созданием полуэмпирических теорий турбулентности, получивших широкое практическое применение.
К этому же периоду относятся исследования Н. Е. Жуковского, из которых для гидравлики наибольшее значение имели работы о гидравлическом ударе и о движении грунтовых вод.
В XX веке быстрый рост гидротехники, теплоэнергетики, гидромашиностроения, а также авиационной техники привёл к интенсивному развитию гидравлики, которое характеризуется синтезом теоретических и экспериментальных методов. Большой вклад в развитие науки сделали советские учёные — Н. Н. Павловский, Л. С. Лейбензон, М. А. Великанова и др.
Практическое значение гидравлики возросло в связи с потребностями современной техники в решении вопросов транспортирования жидкостей и газов различного назначения и использования их для разнообразных целей. Если ранее в гидравлике изучалась лишь одна жидкость — вода, то в современных условиях всё большее внимание уделяется изучению закономерностей движения вязких жидкостей (нефти и её продуктов), газов, неоднородных и т. н. неньютоновских жидкостей. Меняются и методы исследования и решения гидравлических задач. Сравнительно недавно в гидравлике основное место отводилось чисто эмпирическим зависимостям, справедливым только для воды и часто лишь в узких пределах изменения скоростей, температур, геометрических параметров потока; теперь всё большее значение приобретают закономерности общего порядка, действительные для всех жидкостей, отвечающие требованиям теории подобия и пр. При этом отдельные случаи могут рассматриваться как следствие обобщённых закономерностей. Постепенно гидравлика превращается в один из прикладных разделов общей науки о движении жидкостей — механики жидкости.

## Предмет изучения
Гидравлика, как прикладная наука, применяется для решения различных инженерных задач в области:
- водоснабжения и водоотведения (канализации);
- транспортировка веществ по трубопроводу: газ, нефть и т. п.;
- строительства различных гидротехнических сооружений, водозаборных сооружений;
- конструирования различных устройств, машин, механизмов:
  - насосов;
  - компрессоров;
  - демпферов;
  - амортизаторов;
  - гидравлических прессов;
  - Гидравлических приводов и пр.;
- медицины.

## Основные направления
Гидравлика обычно подразделяется на две части:
- теоретические основы гидравлики, где излагаются важнейшие положения учения о равновесии и движении жидкостей,
- практическая гидравлика, применяющую эти положения к решению частных вопросов инженерной практики.

Основные разделы практической гидравлики:
- гидравлика трубопроводов — течение по трубам;
- гидравлика открытых русел (динамика русловых потоков) — течение в каналах и реках;
- истечение жидкости из отверстия и через водосливы;
- гидравлическая теория фильтрации даёт методы расчёта дебита и скорости течения воды в различных условиях безнапорного и напорного потоков (фильтрация воды через плотины, фильтрация нефти, газа и воды в пластовых условиях, фильтрация из каналов, приток к грунтовым колодцам и пр.) ;
- гидравлика сооружений — поток и твёрдого преграждения.

Во всех указанных разделах движение жидкости рассматривается как установившееся, так и неустановившееся (нестационарное).
Основные разделы теоретической гидравлики:
- гидростатика;
- гидродинамика;
- кинематическая гидравлика.

## Прикладное значение
Гидравлика широко использует теоретические положения механики и данные экспериментов. В прошлом гидравлика носила чисто экспериментальный и прикладной характер, в последнее время её теоретические основы получили значительное развитие, это способствовало сближению её с гидромеханикой.
Гидравлика решает многочисленные инженерные задачи, рассматривает многие вопросы гидрологии, в частности, законы движения речных потоков, перемещения ими наносов, льда и шуги, процессы формирования русла и т. д. Этот комплекс вопросов объединяется речной гидравликой (динамикой русловых потоков), которую можно рассматривать как самостоятельный раздел гидравлики.
По отношению к гидромеханике гидравлика выступает как инженерное направление, получающее решение многих задач о движении жидкости на основе сочетания эмпирических зависимостей, установленных опытным путём, с теоретическими выводами гидромеханики.
В гидравлике рассматриваются также движение наносов в открытых потоках и пульпы в трубах, методы гидравлических измерений, моделирование гидравлических явлений и некоторые др. вопросы. Существенно важные для расчёта гидротехнических сооружений вопросы гидравлики — неравномерное и неустановившееся движение в открытых руслах и трубах, течение с переменным расходом, фильтрация и др. — иногда объединяют под общим названием «инженерная гидравлика», или «гидравлика сооружений».
Таким образом, круг вопросов, охватываемых гидравликой, весьма обширен, и её законы в той или иной мере находят применение почти во всех областях инженерной деятельности, особенно в гидротехнике, мелиорации, водоснабжении, канализации, теплогазоснабжении, гидромеханизации, гидроэнергетике, водном транспорте и др.

## Известные учёные-гидравлики и гидротехники
Исследования в области гидравлики координируются Международной ассоциацией гидравлических исследований (МАГИ). Её орган — «Journal of the International Association for Hydraulic Research» (Delft, с. 1937).
Развитие гидравлики связано с именами учёных:
- Архимед
- Ктесибий
- М. В. Ломоносов
- Э. Торричелли
- А. Шези
- Д. Бернулли
- Н. Е. Жуковский
- В. Г. Шухов
- Н. П. Петров
- И. С. Громек
- Н. Н. Павловский
- А. Н. Колмогоров
- С. А. Христианович
- М. А. Великанов
- Д. В. Штеренлихт
- А. Я. Милович
- А. Д. Альтшуль
- Константинов
- Большаков
- Л. Прандтль
- Дж. Вентури
- Пито
- Маковский
- И. И. Никурадзе
- Леонард Эйлер
- Жозеф Луи Лагранж
- Анри Навье
- Джордж Стокс
- Анри Дарси
- Юлиус Вейсбах
- Осборн Рейнольдс

### Периодические издания в области гидравлики
- Журнал «Гидротехническое строительство» (с 1930);
- Журнал «Гидротехника и мелиорация» (с 1949);
- Журнал «Известия Всесоюзного научно-исследовательского института гидротехники им. Б. Е. Веденеева» (с 1931);
- «Труды координационных совещаний по гидротехнике» (с 1961),
- Сборники «Гидравлика и гидротехника» (с 1961);
- «Houille Blanche» (Grenoble, с 1946);
- «Journal of the Hydraulics Division. American Society of Civil Engineers» (N. Y., с 1956);
- «L’energia elettrica» (Mil., с 1924).